# Bart Oates
Bart Steven Oates (Mesa, 16 dicembre 1958) è un ex giocatore di football americano statunitense che ha giocato nel ruolo di centro nella National Football League (NFL) per i New York Giants e i San Francisco 49ers. Al college giocò a football alla Brigham Young University.

## Carriera
I Giants acquisirono Oates nel 1985 all'età relativamente avanzata di 27 anni poiché aveva iniziato la carriera con i Philadelphia/Baltimore Stars della United States Football League dove vinse due campionati. Egli aveva una grande considerazione dei suoi compagni di squadra nella USFL, affermando che i Philadelphia Stars del 1985 avrebbero potuto battere i Philadelphia Eagles del 1985. Oates vinse tre Super Bowl, due con i Giants nel 1986 e nel 1990 e uno con i 49ers nel 1994, venendo convocato per cinque Pro Bowl nella sua carriera. Fu un giocatore estremamente resistente, tanto da disputare 125 gare consecutive da titolare con i Giants.

## Palmarès

### Franchigia
- Super Bowl : 3

New York Giants: XXI, XXV
San Francisco 49ers: XXIX

### Individuale
- Convocazioni al Pro Bowl: 5

1990, 1991, 1993, 1994, 1995
- PFWA All-Rookie Team - 1985

## Statistiche
| Partite totali       | 172 |
| Partite da titolare^ | 75  |

^Rilevate come statistica dal 1991.